# Súcubo

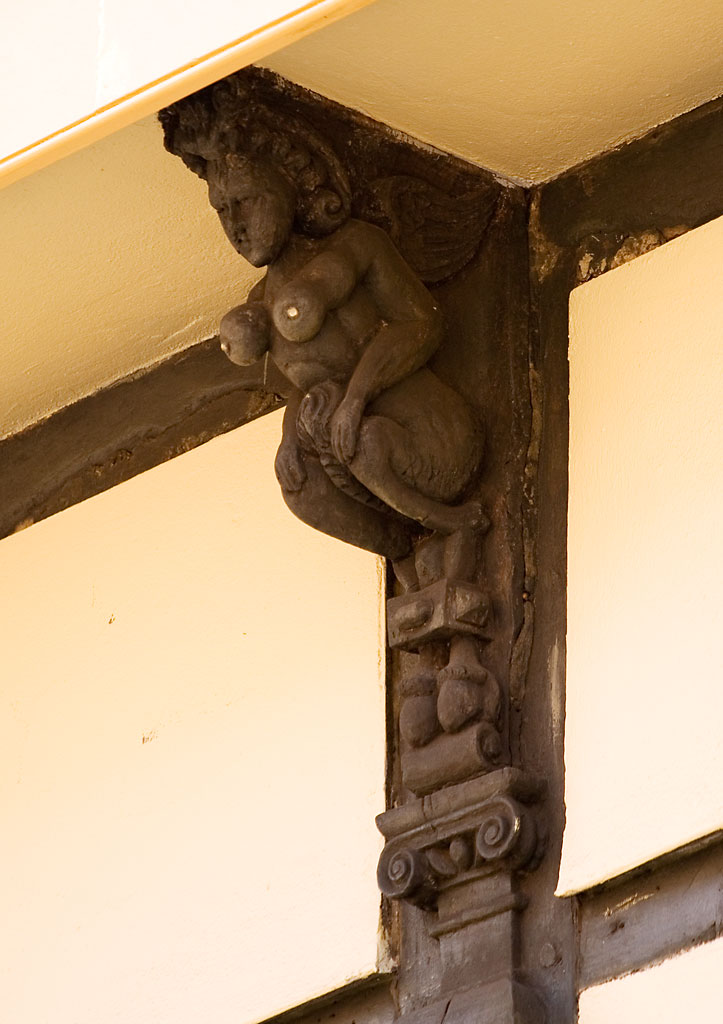
Talla de súcubo alado en el exterior de una antigua taberna inglesa, lo que sugiere que dentro pudiera haber un burdel.

Los súcubos (del latín succŭbus, de succubare, «yacer debajo»), según las leyendas medievales occidentales, son unos demonios que toman la forma de mujeres atractivas para seducir a los hombres, sobre todo a los adolescentes y a los monjes, introduciéndose en sus sueños y fantasías. En general son mujeres de gran sensualidad y de una extrema belleza incandescente.
El mito de los súcubos pudo haber surgido como explicación del fenómeno de las poluciones nocturnas y la parálisis del sueño. Según otras perspectivas, las experiencias de visitas sobrenaturales claras pueden ocurrir por la noche en forma de alucinación hipnagógica. En el siglo XVI, una talla o escultura de un súcubo fuera de una posada indicaba que también funcionaba como burdel.

## Etimología
La palabra «súcubo» proviene de una alteración de la palabra succuba; la propia palabra deriva del prefijo sub- que significa ‘debajo de’, y del verbo cubo, cubare, que significa «yacer». Por lo tanto, el súcubo es alguien que yace debajo de otra persona, mientras que un íncubo (latín in-, prefijo que significa «encima de») es alguien que yace encima de otra persona.

## Apariencia
La apariencia de los súcubos varía, en general, como mujeres de cabello negro o rojo. Sin embargo, se suelen pintar casi universalmente como seductoras mujeres desnudas o con ropas muy pequeñas y reveladoras, con una belleza no terrenal, a menudo con alas demoníacas. De vez en cuando, se les dan otros rasgos demoníacos, como pueden ser los cuernos, una cola con una punta terminada en triángulo, ojos de serpiente, colmillos, serpientes enrolladas a su cuerpo, etc. A menudo, simplemente aparecen en los sueños como una mujer atractiva y desnuda de la que la víctima no puede deshacerse ni olvidarla, incluso después de despertar.

## Motivaciones
La versión mítica más difundida es que los súcubos atacan a sus víctimas para absorber la sangre o energía vital del hombre y así alimentarse, a diferencia de los íncubos, que atacan sexualmente a su víctima y suelen aparecer cuando está a punto de perder su virginidad, de acuerdo con la cultura popular occidental. Así mismo los súcubos pueden afectar a la persona mientras duerme cambiando y transformando su apariencia de una mujer a otra en muchos de los casos.

## Lista de súcubos
Uno de los más relevantes en la demonología es Lilith, pero existen muchos otros ejemplos de súcubos extraídos de la mitología y la fantasía:
- Abrahel
- Alouqua
- Baltazo
- Beatriz (de la tradición turolense)
- Bietka
- Carla
- Chaupiñamca (del folclor peruano)
- Cire
- Filotano
- Fiura (mujer del Trauco en la mitología chilota)
- La Mojana
- La Huldra del folclore escandinavo
- La Serrana de la Vera, leyenda española
- Lilit y los lilim (en el judaísmo)
- Lilitu (sumerio)
- Rusalka (eslavo)
- Poludnitsa (eslavo)
- Xtabay, leyenda maya
- La Sayona, leyenda venezolana
- Siguanaba, leyenda mexicana y centroamericana
- Cegua, leyenda costarricense y nicaragüense
- Ciguapa, leyenda dominicana y cubana
- Mujer Empollerada, leyenda panameña
- Dama Tapada, leyenda ecuatoriana
- Descarnada, leyenda azteca, ecuatoriana y salvadoreña
- Tunda, leyenda colombiana y ecuatoriana
- Lamia, leyenda grecolatina
- Empusa, leyenda griega
- Nixe, leyenda inglesa y alemana
- Aloja (de la mitología catalana)
- Miringua, leyenda mexicana
- Mayra, leyenda veracruzana
- Loredana, leyenda venezolana
- La Mónica, del sur del Perú
- Yama-uba, leyenda japonesa
- Angy Copa Ojos (La copa de Champagne)
- Viuda negra (mitología chilena)
- Patasola, leyenda colombiana
- Yuki-onna, leyenda japonesa
- Pontianak, leyenda asiática
- Tenjin Ohatsu, leyenda japonesa
- Hone-Onna, leyenda japonesa
- Nure-Onna
- Iso-Onna, leyenda de la costa de Japón
- Mocuana, leyenda nicaragüense
- Maira, leyenda uruguaya
- Muelona, leyenda colombiana
- Kejoro, leyenda de la mitología japonesa
- Sundel Bolong, leyenda indonesia
- Kitsune, leyenda de la mitología japonesa
- Kumiho, leyenda coreana
- Tlazolteotl (de la mitología azteca)
- La Pincoya (de la mitología chilota)
- Hanya, leyenda mexicana

## Súcubos en la cultura popular

### Series televisivas
- En la serie Helluva Boss Verosika Mayday, es la expareja de Blitz y con quién no tiene un buen quiebre y se nos muestra en el tercer capítulo llamado Spring broken
- En la serie Parks and Recreation la exesposa de Ron Swanson, Tammy dos, muestra en varios episodios características similares.
- En la serie Lost Girl la protagonista es un súcubo.
- En la serie Sleepy Hollow "Mama".
- En The X-Files. Temporada 3. Capítulo 21. Avatar.
- En la serie Embrujadas, en el episodio 5 de la Temporada 2, titulado "Ella es un hombre, nena, un hombre Phoebe" comienza a tener exóticos sueños que terminan con el asesinato de los amantes de sus sueños, teme que ella sea un demonio súcubo, que está asesinando hombres en San Francisco.
- En la serie animada South Park en el episodio 3 de la temporada 3, titulado "El Súcubo", el Chef es atraído por Verónica, que en realidad era un súcubo.

### Literatura clásica
- En la novela de Gabriel García Márquez El amor en los tiempos del cólera, Lucrecía del Real del Obispo, amiga de Fermina Daza, se refiere a Florentino Ariza como «parece que es un súcubo perdido».
- En la saga de libros "Dieciséis Lunas" Leah Ravenwood es un súcubo.
- En el libro "La Resurrección Maya" por Steve Alten. Encarnan a Lilith la primera esposa de Adán en un Súcubo y personaje de la historia del Popol Vuh.

### Películas
- En la película Knights of Badassdom, Tres amigos del juego de rol invoca a un súcubo por error.
- En la película de terror Incubus de 1966 rodada en Esperanto se hace mención a súcubos.
- En la película Jennifer's Body (2009), Megan Fox retrata a una animadora adolescente convertida en súcubo que mata a los chicos de su ciudad.
- En la película Case 39 (2009) Jodelle Ferland interpreta a una niña llamada Lilith, que es una súcubo y puede crear ilusiones para atormentar a sus víctimas.
- En la película V/H/S (2012), el segmento Amateur Night presenta a tres amigos que se enfrentan a un súcubo, interpretada por Hannah Fierman, que aparece en los créditos como Lily, aparentemente una referencia a Lilit.
- En la película Under the Skin (2013), el personaje principal es literalmente una extraterrestre, comparte muchas similitudes con los súcubos: toma la forma de una mujer humana, atrae a los hombres con seducción sexual y luego usa a los hombres para beneficio personal (lo que a menudo conduce a la muerte del hombre seducido).
- En la película de Siren (2016), un spin-off del mencionado V/H/S, se centra en la misma súcubo, interpretada por Hannah Fierman.
- En la película de Escuadrón suicida (2016), también una súcubo nombrada Encantadora.

### Videojuegos
- En la serie de videojuegos de lucha Darkstalkers de Capcom, dos de sus personajes las hermanas Morrigan Aensland y Lilith, ambas son súcubos.
- En el reboot de la saga Devil May Cry DmC: Devil May Cry, uno de sus jefes es un Súcubo.
- En Castlevania: Aria of Sorrow aparece como uno de los enemigos menores "Succubus" y una versión más débil llamada "Lilith".
- En el videojuego Catherine, el protagonista (Vincent Brooks) es seducido por un súcubo llamado Catherine.
- En la saga de videojuegos The Witcher (aparecen en el segundo y tercer juego como enemigos potenciales).
- En el videojuego Dota 2 uno de los personajes llamado Queen of Pain es un súcubo.
- Dentro de la saga Mass Effect, los afectados por el síndrome de Ardat-Yakshi están basadas en gran parte por todo lo referente a los súcubos.[3]
- En el videojuego Diablo es uno de los monstruos redundantes de los últimos niveles del infierno.
- En el videojuego Hearthstone hay una carta llamada Súcubo.
- En el videojuego World of Warcraft los brujos pueden invocar a un Súcubo.
- En el videojuego League of Legends la campeona Evelynn es confirmada como una súcubo.
- La Reina Etna del videojuego Disgaea es de esta raza.
- En el videojuego The Binding of Isaac un ítem del mismo nombre que se puede obtener en un pacto con Satán.
- En el videojuego Agony los súcubos forman parte central de la historia.
- En el videojuego Injustice 2 El personaje de "Enchantress" Es mitad humana y mitad súcubo.
- En el videojuego Paladins Dos Personajes; Maeve y Seris tienen cada una un aspecto demoniaco, teniendo este temática de Súcubo.
- En el videojuego Castlevania: Symphony of the Night, Alucard se encuentra con un súcubo que bajo un hechizo finge ser Lisa, una aparición de la madre de Alucard, incitandole a acabar con los humanos como su último deseo antes de morir, Alucard se percata de que es una artimaña para manipularle ya que ella jamás le pediría algo así, tras esto, el súcubo queda expuesto, muestra su verdadera apariencia y se enfrenta a Alucard.
- En el videojuego Book of Lust la antagonista es un súcubo que posee el cuerpo de Olivia, la madre de jake, así como ser capaz de poseer a otros y robarles energía vital.
- En el videojuego para móvil Guardian Tales hay tres súcubos utilizables: Súcubo noble Bianca, Súcubo aventurera Yuze y Zoe guía turística. En mundo 7 Reino de las mazmorras hay una comunidad de súcubos.
- En el videojuego para móvil Age of Magic Súcubo forma parte del clan de los demonios.

### Manga, anime y literatura oriental
- En la serie anime Shinmai Maō no Testament, el personaje Maria es un súcubo.
- En el manga y anime Rosario + Vampire, Kurumu Kurono, amiga del protagonista, es un súcubo.
- En el manga y anime Neon Genesis Evangelion, Lilith (primera mujer de Adán y súcubo) es mencionada repetidas veces en la serie y aparece en la película de anime The End of Evangelion.
- En el manga y anime Goshūshō-sama Ninomiya-kun Mayu Tsukimura y Reika Hōjō son súcubos.
- En la serie anime Junketsu no Maria, Artemis es un súcubo.
- En la serie anime Demi-chan wa Kataritai, Sakie Satou es un súcubo.
- En el anime Miyukichan in the Wonderland, Jabberwocki es un súcubo.
- En anime Viper GTS aparecen tres súcubos llamadas Mercedes, Carrera y Rati.
- Mika Akuno del anime Koakuma Kanojo es una súcubo.
- Mari Setogaya de Itadaki Seieki es un híbrido vampiro y súcubo.
- Ageha de Omamori Himari es la versión yokai de esta raza.
- Persefone de Angelium es una súcubo al servicio de Hades.
- La Reina Mercelida y su hija de Astarotte no Omocha!.
- Harumi del anime Yuragisou no Yuuna San es una híbrido humano y súcubo.
- La prostituta Mayospell de Ishuzoku Reviewers es de esta raza.
- Yume Eguchi de Strike the Blood pertenece a esta raza.
- En el anime hentai Words Worth aparece una súcubo llamada Delta.
- Alma Elma del anime hentai Monmusu Quest es de esta raza.
- Prim del anime Urusei Yatsura es una súcubo pero de otro planeta.
- The succubus del manga Soul Eater.
- En la serie anime Kono Subarashi Sekai ni Shukufuku wo! El pueblo de principiantes tiene un local donde los aventureros negocian con los súcubos, hay una súcubo llamada Lolisa.
- En la serie animada Overlord, el personaje Albedo también es una súcubo.
- En la serie anime Mairimashita! Iruma-kun uno de los maestros es una súcubo y da aprendizaje sobre el mundo de los humanos, libros de seducción, etc.
- El Digimon Lilithmon.

### Música
- Uno de los sencillos de la banda de visual kei THE GALLO tiene por título SUCCUBUS.
- En el álbum Turn Off the Light (álbum) de Kim Petras la cantante adopta la esencia del demonio para relatar sus canciones.

- En el álbum de Ken Carson llamado A Great Chaos encontramos una canción llamada Succubus.